# Лука Дончич
Лука Дончич (на словенски: Luka Dončić) е словенски баскетболист, играещ като гард за Лос Анджелис Лейкърс в НБА и за словенския национален отбор. Участник в Мача на звездите и част от идеалния отбор на НБА за сезон 2019/20. Европейски шампион със Словения през 2017 г. и победител в Евролигата през 2018 г. с тима на Реал Мадрид.

## Кариера
Юноша е на Унион Олимпия. През септември 2012 г. е привлечен в школата на БК Реал Мадрид. Дебютира за „кралския клуб“ на 30 април 2015 г. в среща с Уникаха, като става най-младият дебютант в първия тим – на 16 години и 2 месеца. През сезон 2014/15 записва 5 мача в първенството. На следващия сезон записва 39 мача в шампионата със средно 4.5 точки на мач и 12 срещи в Евролигата със средно по 3.5 точки.
На 22 декември 2016 г. след победата над Брозе Бамберг в Евролигата става най-младият играч на кръга в историята на турнира. В срещата Дончич вкарва 16 точки и добавя още 6 борби и 5 асистенции. Помага на Реал да достигне финалната четворка на Евролигата и е избран за най-добър млад играч на сезона както в Европа, така и в испанския шампионат. През сезон 2017/18 печели Евролигата, титлата на Испания и е избран за най-полезен играч в Евролигата.
През лятото на 2018 г. е изтеглен под номер 3 в драфта на НБА от Атланта Хоукс, но е обменен в Далас Маверикс. Словенецът бързо се адаптира и става най-младият, отбелязал 20 точки в асоциацията, след като вкарва 26 в срещата с Минесота Тимбърулвс. През ноември и декември 2018 г. получава наградата на новобранец на месеца в Западната конференция. Въпреки че е втори във фенското гласуване за Мача на звездите, Дончич не попада в окончателния състав. Все пак е избран в отбора на чужденците в срещата на новобранците Rising Stars Challenge. През сезона записва осем пъти „трипъл-дабъл“, като става най-младият с такова постижение. С 21.2 точки средно на мач в 72 мача става вторият европеец (първият е Пау Гасол) в историята на НБА, спечелил приза за новобранец на сезона.
През сезон 2019/20 продължава силните си изяви и през ноември 2019 г. за първи път става Играч на месеца в НБА. Чупи рекорда на Оскар Робъртсън за най-млад играч с поредни трипъл-дабъли, в които е вкарал 35 точки, както и рекорда на Майкъл Джордан за най-много поредни мачове (18) с отбелязани поне 20 точки, 5 борби и 5 асистенции. В началото на 2020 г. за първи път играе в Мача на звездите, записвайки 8 точки, 4 асистенции и 1 борба. За първи път играе и в плейофите, но Далас отпада от Лос Анджелис Клипърс. В края на сезона е избран в отбора на сезона в НБА и завършва на четвърто място в гласуването за най-полезен играч.
В началото на 2025 година преминава в Лос Анджелис Лейкърс в изненадващ трансфер.

## Национален отбор
Със Словения участва на Евробаскет през 2017 г. и помага на тима да спечели първата си европейска титла в историята. Попада в идеалния отбор на турнира.

## Успехи

### Клубни
- Шампион на Испания – 2015, 2016, 2018
- Купа на Краля – 2016, 2017
- Евролига – 2018
- Междуконтинентална купа – 2015

### Национален отбор
- Евробаскет – 2017

### Индивидуални
- MVP на АКБ Лига – 2018
- MVP на Евролигата – 2018
- Спортист на годината в Словения – 2018
- Баскетболист на годината в Европа – 2019
- Новобранец на годината в НБА – 2019
- В идеалния отбор на НБА – 2019/20
- В мача на звездите в НБА – 2020,2021,2022,2023